# Lista de jogadores da Major League Baseball com 10.000 vezes no bastão
Esta é a lista de jogadores da Major League Baseball que tiveram ao menos 10.000 vezes no bastão em suas carreiras.
- Negrito denota jogador ativo
- Estatísticas atualizadas até 30 de maio de 2018.

| Posição | Jogador           | AB     |
| ------- | ----------------- | ------ |
| 1       | Pete Rose         | 14.053 |
| 2       | Hank Aaron        | 12.364 |
| 3       | Carl Yastrzemski  | 11.988 |
| 4       | Cal Ripken, Jr.   | 11.551 |
| 5       | Ty Cobb           | 11.429 |
| 6       | Eddie Murray      | 11.336 |
| 7       | Derek Jeter       | 11.195 |
| 8       | Robin Yount       | 11.008 |
| 9       | Dave Winfield     | 11.003 |
| 10      | Stan Musial       | 10.972 |
| 11      | Rickey Henderson  | 10.961 |
| 12      | Willie Mays       | 10.881 |
| 13      | Craig Biggio      | 10.876 |
| 14      | Paul Molitor      | 10.835 |
| 15      | Adrián Beltré     | 10.737 |
| 16      | Brooks Robinson   | 10.654 |
| 17      | Omar Vizquel      | 10.586 |
| 18      | Alex Rodriguez    | 10.566 |
| 19      | Rafael Palmeiro   | 10.472 |
| 20      | Honus Wagner      | 10.430 |
| 21      | George Brett      | 10.349 |
| 22      | Lou Brock         | 10.332 |
| 23      | Luis Aparicio     | 10.230 |
| 24      | Tris Speaker      | 10.195 |
| 25      | Al Kaline         | 10.116 |
| 26      | Rabbit Maranville | 10.078 |
| 27      | Frank Robinson    | 10.006 |